# Crassispira asthenes
Crassispira asthenes is een slakkensoort uit de familie van de Pseudomelatomidae. De wetenschappelijke naam van de soort is voor het eerst geldig gepubliceerd in 2007 door Faber.